# Calle de Martínez Campos
La calle de Martínez Campos es una vía pública de la ciudad española de Segovia.

## Descripción

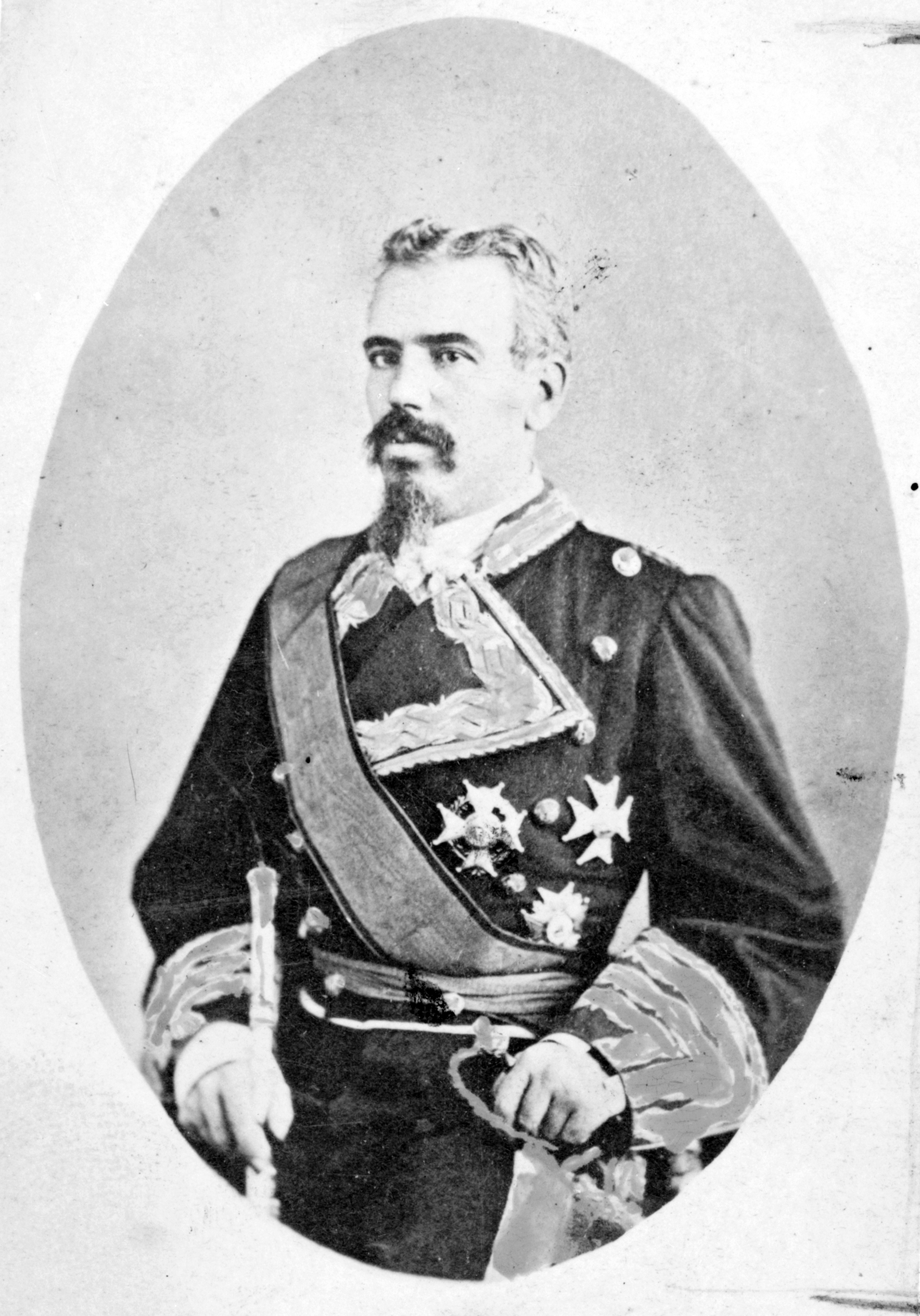
El político y militar segoviano Arsenio Martínez Campos da nombre a la vía

La vía, que honra con el título al político y militar segoviano Arsenio Martínez Campos (1831-1900), nace de la plaza del Socorro y discurre hasta llegar a la calle de Barrionuevo. Aparece descrita en Las calles de Segovia (1918) de Mariano Sáez y Romero con las siguientes palabras:

Martínez Campos.—Está situada esta calle entre la de Barrionuevo y la plazuela del Socorro. La calle es en cuesta, como muchas de la población, con algunas casas señoriales, y al final otras de modesta apariencia y la cruza un pasadizo que de una casa llega hasta el lienzo de muralla de la Puerta de San Andrés. Está dedicada al político español, capitán general del Ejército, D. Arsenio Martínez Campos, nacido en Segovia en 14 de diciembre de 1834 y muerto en Zarauz en 23 de septiembre de 1900. [...] A pesar de tanto cargo importante como regentó en la milicia y en la política, a Segovia, donde nació, no fueron muchos los beneficios que otorgó, y pocas las veces que vino a esta Capital.
(Sáez y Romero, 1918, pp. 113-114)